# Eilif Peterssen
Hjalmar Eilif Emmanuel Peterssen (Christiania,  1852. szeptember 4. – Lysaker, Bærum község, 1928. december 29.) norvég tájkép- és arcképfestő.

## Pályafutása
Művészetek szerető családban született. A tehetségesen rajzoló fiút a szülein kívül Peter Christen Asbjørnsen író, népmesegyűjtő, és Hans Gude támogatták. 1869-ben norvég újságokban jelentek meg rajzai. 1868–1871 között középkori norvég pecséteket rajzolt egy történelmi kiadványba.
Ezzel egyidőben Johan Fredrik Eckersberg tanítványa volt egy évig. Mestere halála után Knud Bergsliennél és Morten Müllernél folytatta a festést az Eckersberg festőiskolában. 1871 tavaszán rövid ideig a Királyi Dán Képzőművészeti Akadémiát látogatta. Kristian Zahrtmann, Carl Heinrich Bloch és Wilhelm Marstrand ismertették meg vele a dán történelmi festészetet.
Ősszel Karlsruhéban Hans Gude, Karl Friedrich Lessing történelmi festő és Wilhelm Riefstahl tanítványa volt a  város képzőművészeti akadémiáján.  

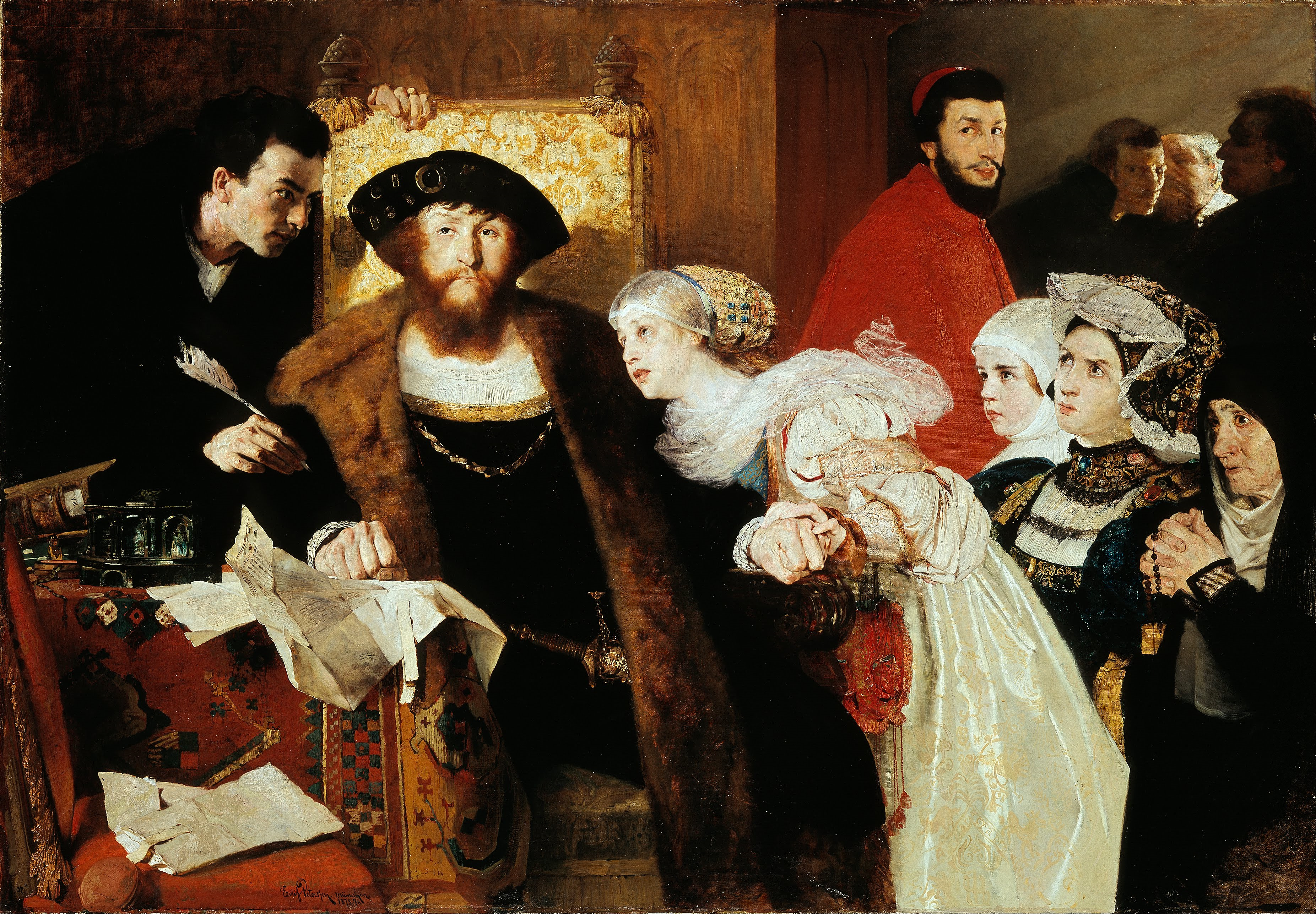
II. Keresztély dán király aláírja Torben Oxe halálos ítéletét

1873-ban Münchenbe utazott, mert történelmi képeket akart festeni. A Képzőművészeti Akadémián Wilhelm von Diez volt a tanára. 
Peterssen 1874–76-ban festette meg a norvég történelmi festészet fő művét, II. Keresztély dán király aláírja Torben Oxe halálos ítéletét. 
1875-ben Velencében tanulmányozta a régi mesterek képeit. A festés mellett Harriet Backert, Kitty Kiellandot és Asta Nørregaardot tanította.
1875 és 1878 között festette meg Hans Heyerdahl, Harriet Backer, Henrik Ibsen, és Johan Svendsen portréját. 
1879-ben visszatért Norvégiába, és oltárképeket festett norvég templomoknak.
1883-ig Olaszországban alkotott, ekkor Peder Severin Krøyer volt a példaképe. A francia impresszionizmus is hatott rá, később pedig a romantika. 1891-ben megfestette Edvard Grieg, 1895-ben Henrik Ibsen portréját. A zsűri tagja volt az 1885-ös világkiállításon, és az 1889-es párizsi világkiállításon.

## Galéria

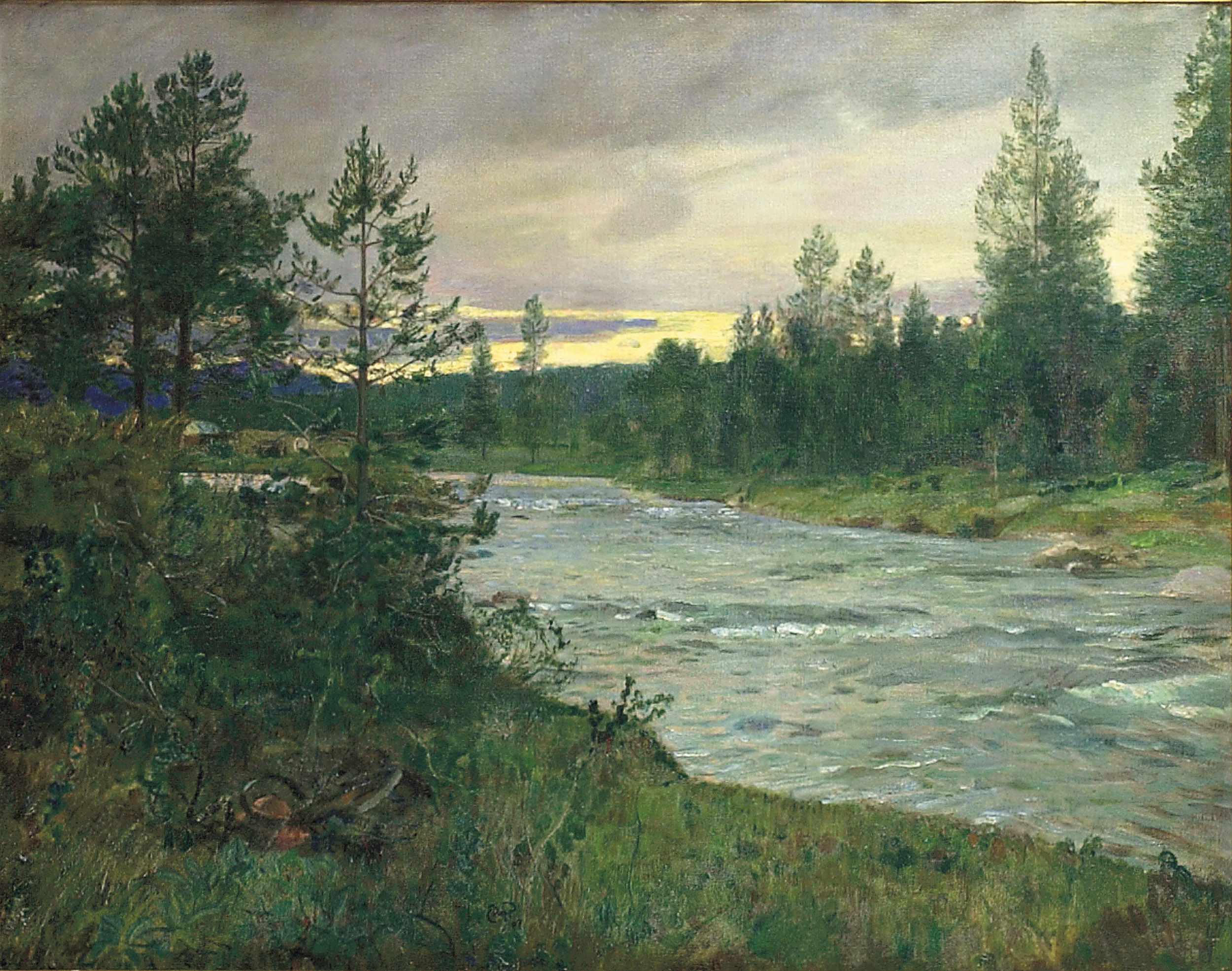
Este a folyó partján
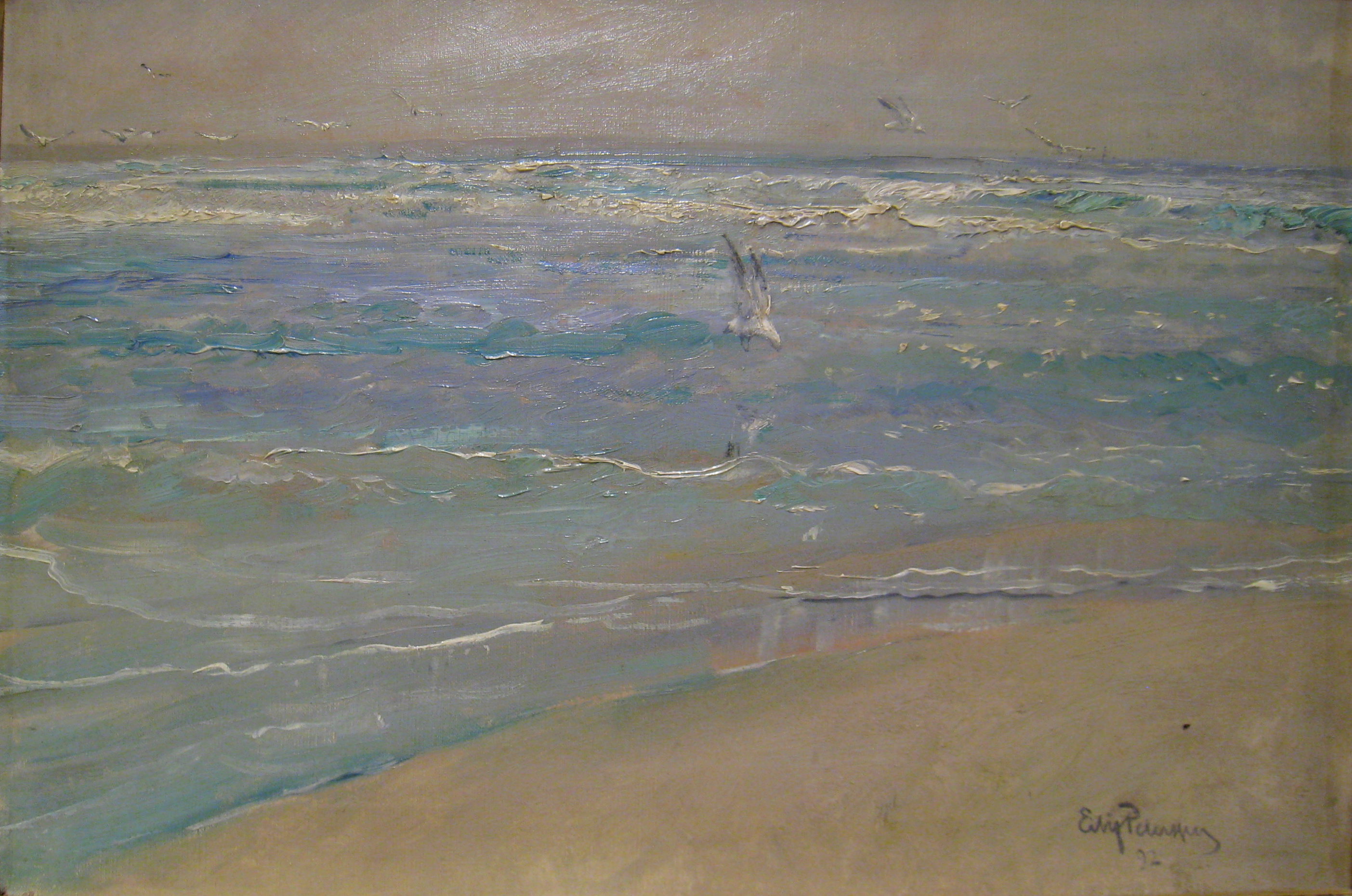
Repkedő sirályok
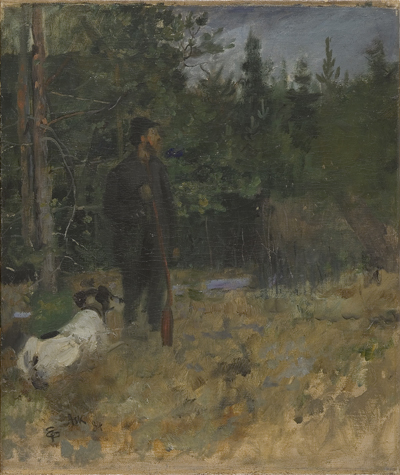
Vadász az erdőben Ask közelében
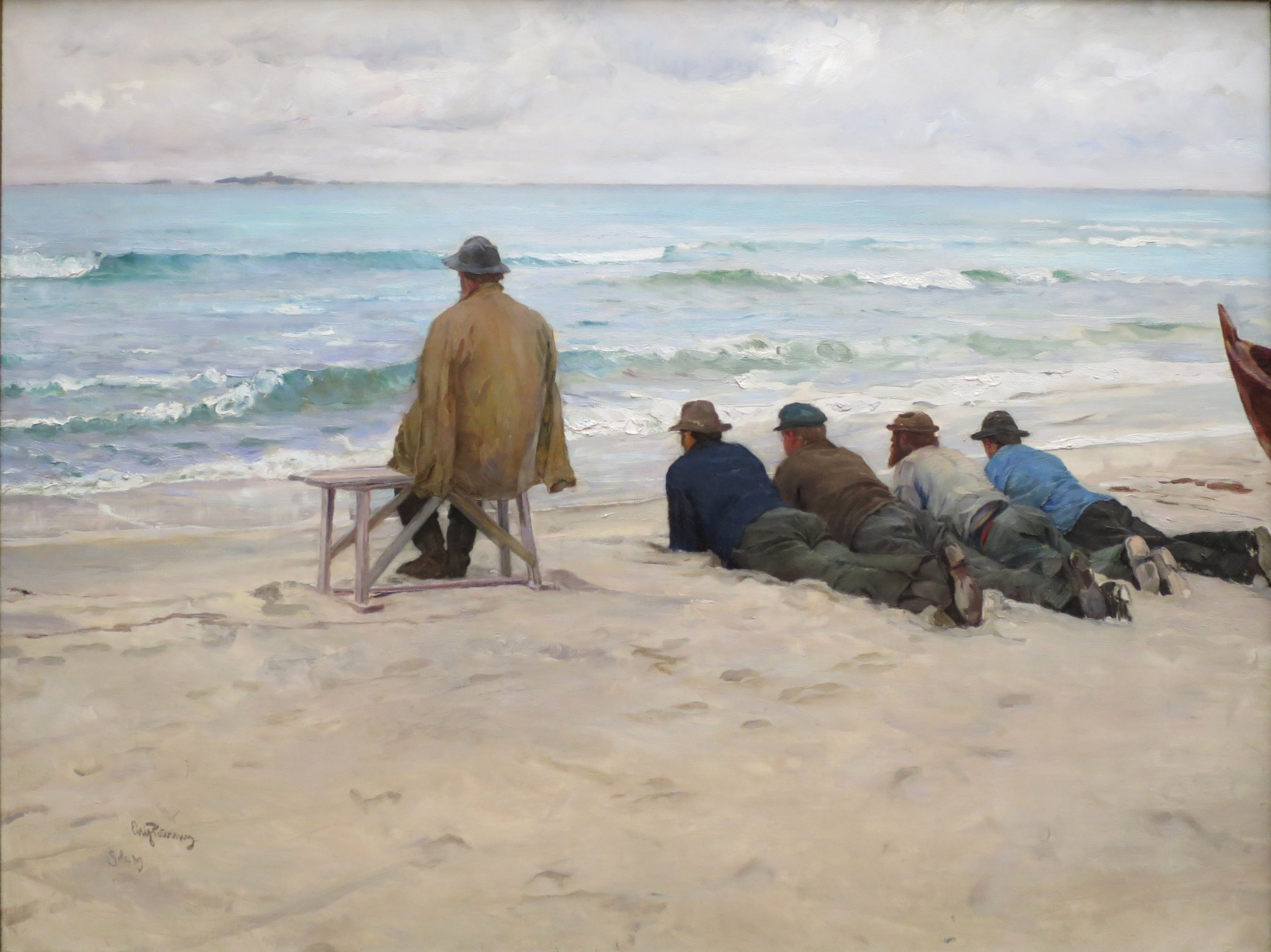
A tengert fürkésző emberek
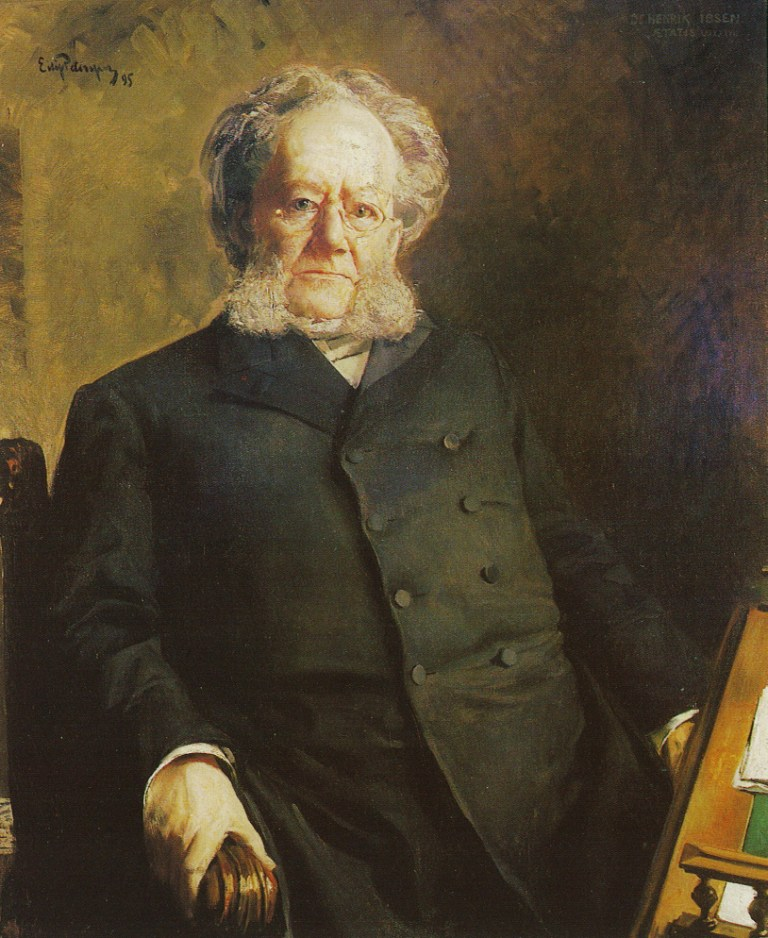
Henrik Ibsen (1895)
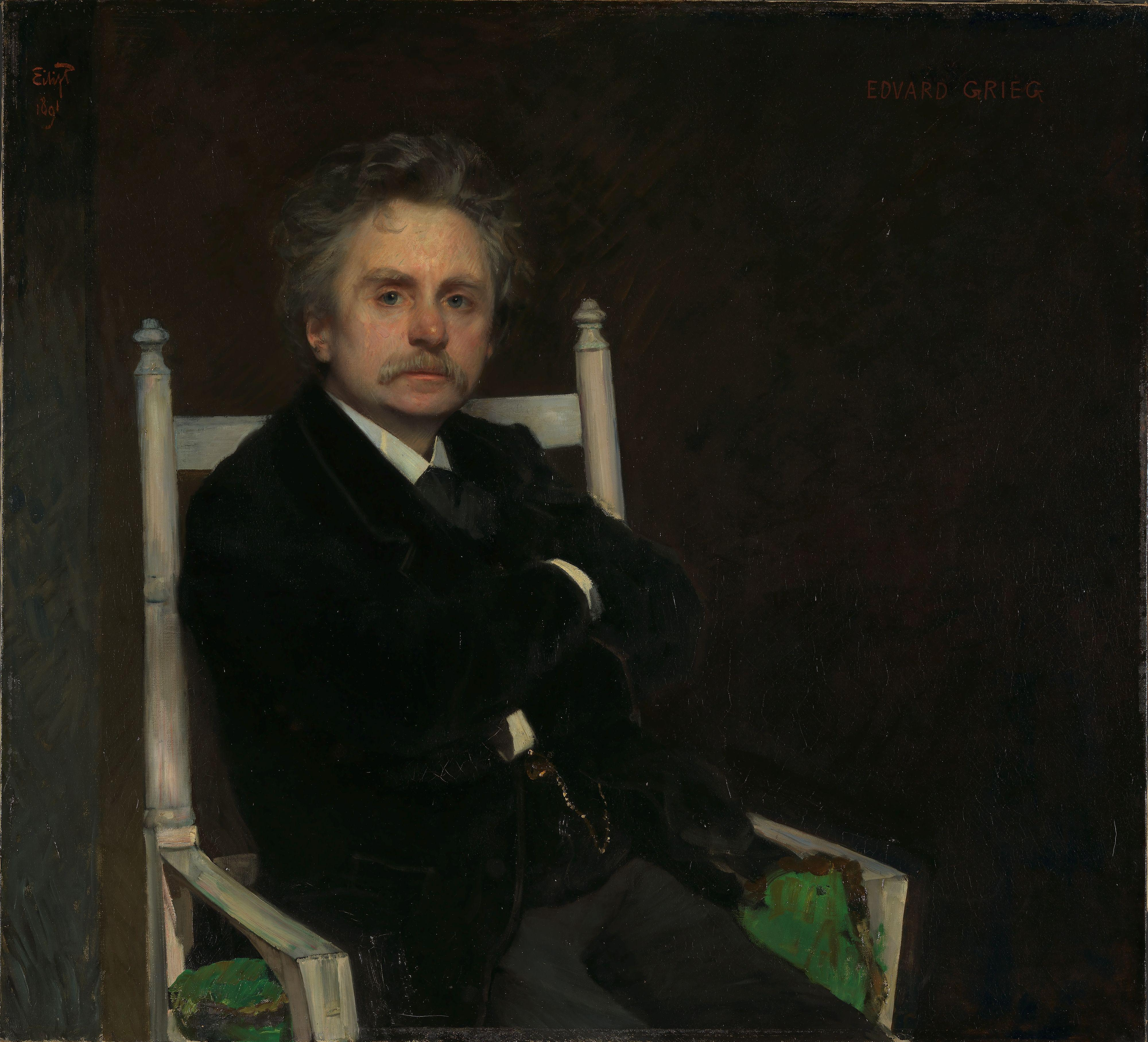
Edvard Grieg (1891)
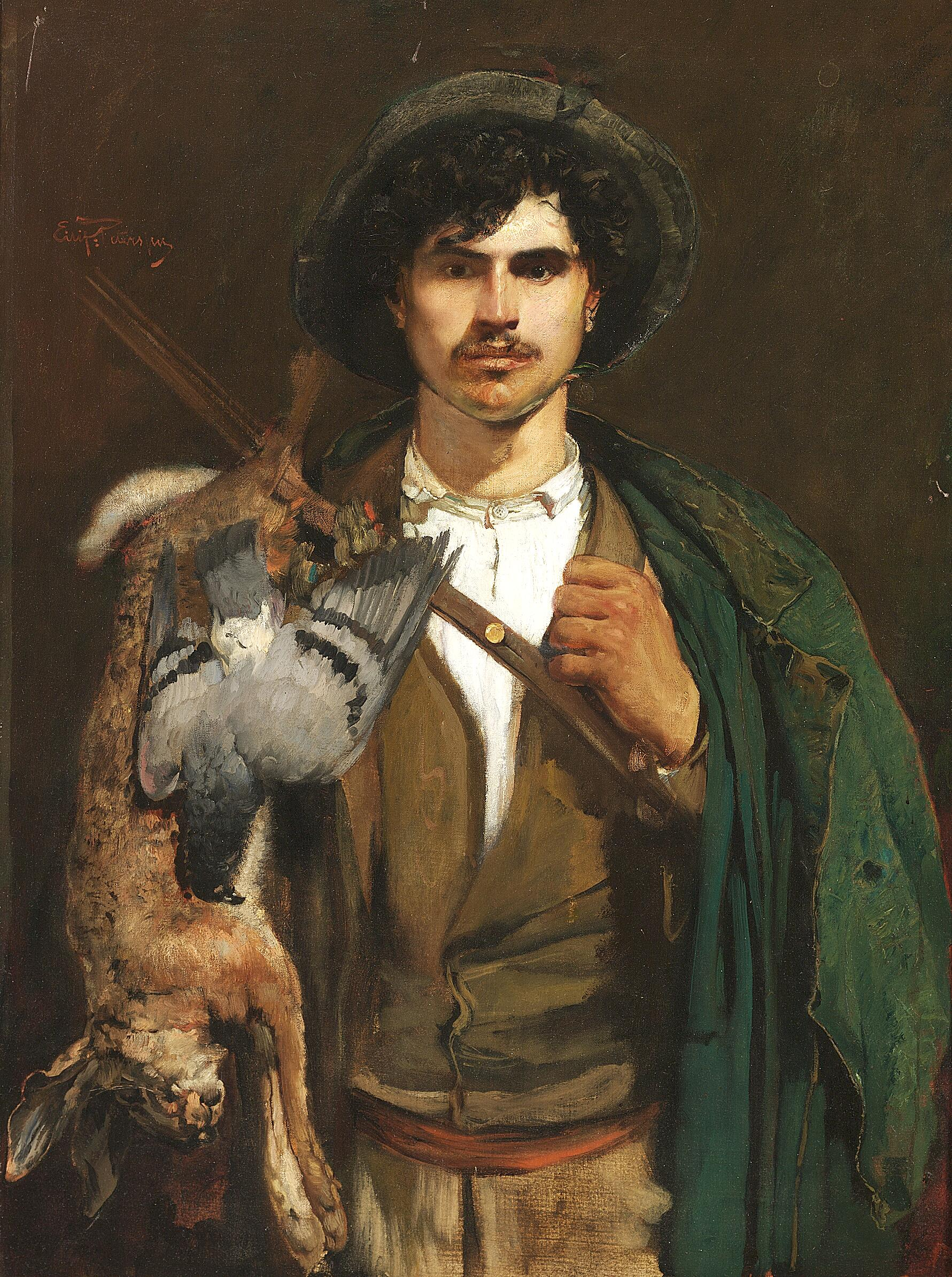
Olasz vadász
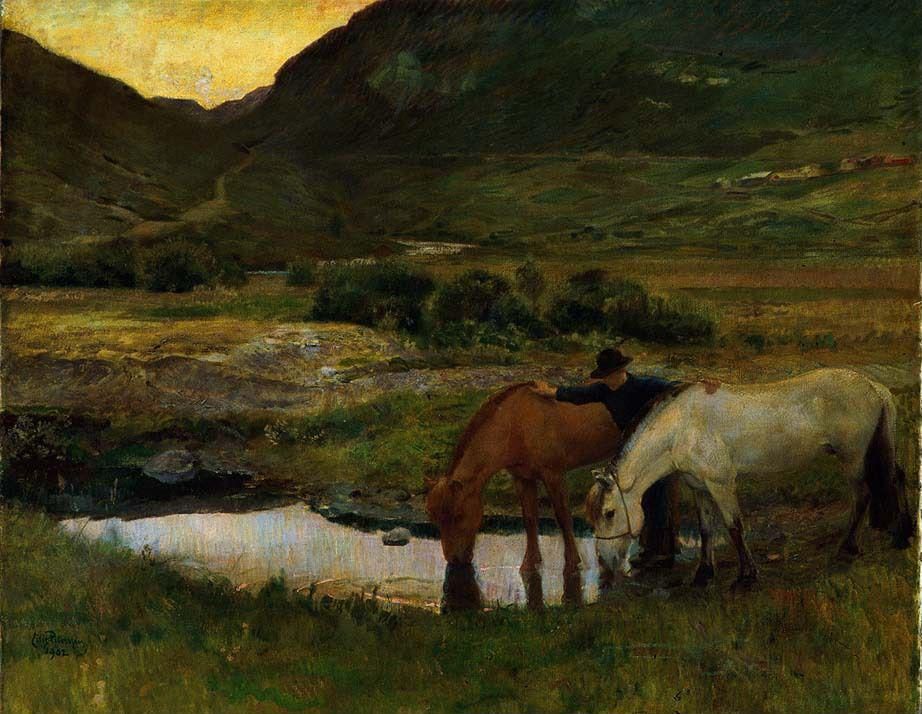
Este Valdresben